# Dasineura calophacifoliae
Dasineura calophacifoliae är en tvåvingeart som beskrevs av Fedotova 1989. Dasineura calophacifoliae ingår i släktet Dasineura och familjen gallmyggor.
Artens utbredningsområde är Kazakstan. Inga underarter finns listade i Catalogue of Life.